# Люденевичи
Люденевичи (бел. Людзяне́вічы; ранее — Забродочье (бел. Забрадочча) — агрогородок и железнодорожная станция Люденевичи железной дороги Брест — Гомель, центр Люденевичского сельсовета Житковичского района Гомельской области Белоруссии.

## География

### Расположение
В 12 км на запад от Житковичей, 249 км от Гомеля. В 3,7 км на северо-восток от агрогородка расположен железнодорожный остановочный пункт Люденевичи; на линии Калинковичи — Лунинец, между станцией Житковичи и железнодорожным остановочным пунктом Загорбашье.
На востоке Житковичский ботанический заказник республиканского значения.

## Водная система
На юге, севере и западе мелиоративные каналы.

## Транспортная система
Транспортные связи по просёлочной, затем по расположенной севернее автомобильная дорога М10 Лунинец — Калинковичи. Планировка состоит из изогнутой улицы, ориентированной с юго-запада на северо-восток, к центру которой присоединяются 2 короткие улицы. Застройка двусторонняя, преимущественно деревянная, усадебного типа.

## История
Согласно письменным источникам, поселение известно с XVI века как деревня в Мозырском повете Минского воеводства Великого княжества Литовского. В 1755 году на средства жителей и владельца деревни Яленского построена деревянная Святого Михаила Архангела (Михайловская церковь) — сохранилась до настоящего времени.
После 2-го раздела Речи Посполитой (1793 год) в составе Российской империи. Помещик Уваров владел в 1876 году в деревне и окрестностях 20 830 десятинами земли, трактиром. В 1884 году начала работу церковно-приходская школа. С началом эксплуатации железной дороги Лунинец — Гомель (февраль 1886 года) начала действовать железнодорожная станция Люденевичи (в 3 км от деревни). Согласно переписи 1897 года село Люденевичи (оно же Забродочье), в Житковичской волости Мозырского уезда Минской губернии. Действовали хлебозапасный магазин, паровая мельница, трактир. В 1903 году открыто 2-классное училище, преобразовано позднее в 7-летнюю школу. В результате пожара 3 декабря 1906 года сгорел лесопильный завод. В 1908 году работала паровая мельница. Солдаты запасной воинской части в 1914 году напали на поместье, повредили его, и только охрана не позволила полностью разгромить его. В июле-августе 1917 года жители захватили помещичьи земли и луга. Позже в помещичьей усадьбе была создана коммуна.
Большой пожар произошёл 12 мая 1925 года, когда сгорели 254 строения в 62 дворах. Действовал агропункт, который разместился в бывшем помещичьем доме. В 1920-х годах начали работать кирпичный завод, мельница, электроустановка, которая давала электроэнергию для освещения местечка, в 1930-х годах — сапожная артель (29 рабочих), радиоузел. С 20 августа 1924 года центр Люденевичского сельсовета Житковичского района Мозырского округа (до 26 июля 1930 года и с 21 июня 1935 года до 20 февраля 1938 года), с 20 февраля 1938 года Полесской, с 8 января 1954 года Гомельской областей. В 1930 году организован колхоз «Новая жизнь», работали паровая мельница (с 1906 года), кирпичный завод (с 1930 года), гончарная, сапожная мастерские, кузница. Во время Великой Отечественной войны действовала подпольная группа. Немецкие оккупанты убили в 1941 году 64 жителя. В боях за деревню в июле 1944 года погибли 2 советских солдата (похоронены в братской могиле в центре агрогородка). Освобождена 7 июля 1944 года. 98 жителей погибли на фронтах.
Согласно переписи 1959 года центр совхоза «Люденевичи». Действуют кирпичный завод, лесничество, лесопилка, средняя школа, Дом культуры, библиотека, детский сад, больница, отделение связи, столовая, швейная мастерская, 3 магазина.

## Население

### Численность
- 2004 год — 398 хозяйств, 1030 жителей.

### Динамика
- 1795 год — 84 двора, 673 жителя.
- 1816 год — 108 дворов.
- 1834 год — 119 дворов.
- 1850 год — 631 житель.
- 1897 год — 985 жителей (согласно переписи).
- 1908 год — 175 дворов, 1427 жителей.
- 1917 год — в селе 1535 жителей, в поместье 29 жителей.
- 1921 год — 384 двора, 1932 жителя.
- 1959 год — 1078 жителей (согласно переписи).
- 1994 год — 445 дворов, 1 124 человека
- 2004 год — 398 хозяйств, 1020 жителей.

## Достопримечательность
- Свято-Михайловская церковь

### Утраченное наследие
- Церковь Св. Михаила Архангела (Михайловская церковь), построенная в 1755 году.

## Галерея
- Панорама
- Панорама
- Панорама
- Панорама
- Панорама
- Панорама
- Панорама
- Свято-Михайловская церковь
- Свято-Михайловская церковь